# Jorge Martín
Pour les articles homonymes, voir Martín.
Ne doit pas être confondu avec Jorge Martinez.
Martín  Almoguera est un nom espagnol. Le premier nom de famille, en général paternel, est Martín ; le second, en général maternel, souvent omis, est Almoguera.
Jorge Martín Almoguera, dit Jorge Martín, né le 29 janvier 1998 à Madrid, est un pilote de vitesse moto espagnol. 
Sacré champion du monde Moto3 avec le team Del Conca Gresini en 2018, il remporte sa première victoire en MotoGP lors du Grand Prix de Styrie 2021, ainsi que la première de Pramac Racing dans la catégorie. En 2023, longtemps en lutte pour le titre, il devient vice-champion du monde MotoGP derrière Francesco Bagnaia. En 2024, il devient champion du monde MotoGP. En 2025, il rejoint l'équipe italienne Aprilia Racing. 

## Biographie

### Carrière Moto3

#### 2015: débuts en championnat du monde
Jorge Martín fait ses débuts en Moto3 à l'âge de 17 ans, sur une Mahindra. Il porte le numéro 88. En 2015, il rejoint le Team Aspar, toujours au guidon d'une Mahindra, aux côtés de Francesco Bagnaia et de Juanfran Guevara. il termine à la 17e place du championnat avec une septième place au Grand Prix d'Aragon comme meilleur résultat, marquant des points à douze reprises durant la saison.

#### 2016: saison en dents de scie
La saison 2016 est plus difficile pour le Madrilène, avec sept abandons au cours de l'année. Il termine à la 16e place du championnat, mais monte sur son premier podium lors du Grand Prix de Tchéquie, disputé sous la pluie. 

#### 2017: changement de moto
En 2017, Martín délaisse le Team Aspar et la Mahindra pour rejoindre Gresini Racing, qui évolue avec des motos Honda. L'Espagnol monte sur le podium à neuf reprises et remporte sa première victoire à Valence. Il finit la saison à la quatrième place du championnat. 

#### 2018: champion du monde Moto3
2018 est l'année de la consécration pour Jorge Martín. Il remporte sept courses et s'adjuge le titre de champion du monde Moto3 lors du Grand Prix de Malaisie, devant l'italien Marco Bezzechi.

### Carrière Moto2

#### 2019-2020: Moto2
Son titre de champion du monde Moto3 lui ouvre les portes du championnat Moto2. Il intègre le team Red Bull KTM Ajo. Il est le coéquipier du sud-africain Brad Binder, lui aussi ancien champion du monde Moto3.
Il remporte sa première victoire dans la catégorie lors du Grand Prix d’Autriche 2020. Il manque les Grandx Prix de Saint-Marin et d'Émilie-Romagne en raison d'un test positif au Covid-19 avant chacune de ces deux courses .

### Carrière MotoGP

#### 2021: débuts avec Pramac
Pour la saison 2021, l'Espagnol rejoint le MotoGP chez Pramac Racing, aux côtés de Johann Zarco.
Le 3 avril, lors de son deuxième Grand Prix dans la catégorie reine, il réalise la pole position devant son coéquipier et Maverick Vinales. Cette performance constitue alors une première pour un pilote débutant depuis Marc Marquez au Grand Prix des Amériques 2013.  
Le lendemain, après avoir mené la majeure partie de la course, il termine troisième derrière les Français Johann Zarco et Fabio Quartararo, signant son premier podium en MotoGP pour sa deuxième course dans la catégorie.
Le 8 août 2021, Jorge Martín remporte le Grand Prix moto de Styrie, dixième manche de la saison, signant à la fois sa première victoire en MotoGP et celle de Pramac Racing.

#### 2023: nouvelle saison avec Pramac
Le 18 juin, Jorge Martín remporte le Grand Prix moto d'Allemagne, septième manche du championnat, signant ainsi sa première victoire de la saison et son troisième podium[réf. souhaitée].
Après une course écourtée, il remporte Grand Prix du Japon.
Le 26 novembre, il chute lors du Grand Prix moto de la Communauté valencienne 2023 en emmenant Marc Marquez avec lui. Il termine vice-champion du monde derrière l'Italien Francesco Bagnaia.

#### 2024: dernière saison avec Pramac
Le 17 novembre 2024, avec trois victoires au cours de la saison, Jorge Martín est sacré champion du monde 2024 de MotoGP après sa troisième place au Grand Prix de la Solidarité, dernière manche de la saison sur le Circuit de Catalogne. Il devance Francesco Bagnaia de dix points.

#### 2025: débuts avec Aprilia Racing
Jorge Martín est annoncé forfait pour les deux premiers Grands Prix du championnat 2025 (Argentine et GP des Amériques) à la suite d'une fracture du poignet gauche.

## Statistiques

### Par saison
(Mise à jour après le Grand Prix moto de Barcelone 2024)
| Sais  | Cat.   | Moto     | Course | Vict | Pod | Pole | M.tour | Pts  | Class | Titre |
| ----- | ------ | -------- | ------ | ---- | --- | ---- | ------ | ---- | ----- | ----- |
| 2015  | Moto3  | Mahindra | 18     | 0    | 0   | 0    | 0      | 45   | 17e   | -     |
| 2016  | Moto3  | Mahindra | 16     | 0    | 1   | 0    | 0      | 72   | 16e   | -     |
| 2017  | Moto3  | Honda    | 16     | 1    | 9   | 9    | 2      | 196  | 4e    | -     |
| 2018  | Moto3  | Honda    | 17     | 7    | 10  | 11   | 3      | 260  | 1er   | 1     |
| 2019  | Moto2  | KTM      | 19     | 0    | 2   | 0    | 1      | 94   | 11e   | -     |
| 2020  | Moto2  | Kalex    | 13     | 2    | 6   | 1    | 2      | 160  | 5e    | -     |
| 2021  | MotoGP | Ducati   | 14     | 1    | 4   | 4    | 0      | 111  | 9e    | -     |
| 2022  | MotoGP | Ducati   | 20     | 0    | 4   | 5    | 2      | 152  | 9e    | -     |
| 2023  | MotoGP | Ducati   | 20     | 4    | 8   | 4    | 2      | 428  | 2e    | -     |
| 2024  | MotoGP | Ducati   | 20     | 3    | 16  | 7    | 2      | 508  | 1er   | 1     |
| Total |        |          | 173    | 18   | 60  | 41   | 14     | 2019 |       | 2     |

* Saison en cours

### Statistiques par catégorie
(Mise à jour après le Grand Prix moto de Barcelone 2024)
| Catégorie | Année     | 1er GP   | 1er Podium | 1re Victoire | Courses | Victoires | Podiums | Pole | M.tours | Points | Titres |
| --------- | --------- | -------- | ---------- | ------------ | ------- | --------- | ------- | ---- | ------- | ------ | ------ |
| Moto3     | 2015-2018 | QAT 2015 | CZE 2016   | VAL 2017     | 67      | 8         | 20      | 20   | 5       | 573    | 1      |
| Moto2     | 2019-2020 | QAT 2019 | JAP 2019   | AUT 2020     | 32      | 2         | 8       | 1    | 3       | 254    | 0      |
| MotoGP    | 2021-     | QAT 2021 | DOH 2021   | STY 2021     | 74      | 8         | 32      | 20   | 6       | 1160   | 1      |
| Total     | 2015-     |          |            |              | 173     | 18        | 60      | 41   | 14      | 2019   | 2      |

## Résultats détaillés
| Sais | Cat    | Moto     | 1        | 2       | 3        | 4        | 5       | 6       | 7       | 8       | 9        | 10      | 11     | 12      | 13      | 14      | 15       | 16      | 17      | 18      | 19      | 20       | 21  | 22  | Clas | Pts |
| ---- | ------ | -------- | -------- | ------- | -------- | -------- | ------- | ------- | ------- | ------- | -------- | ------- | ------ | ------- | ------- | ------- | -------- | ------- | ------- | ------- | ------- | -------- | --- | --- | ---- | --- |
| 2015 | Moto3  | Mahindra | QAT 15   | AME Ab. | ARG 22   | SPA 14   | FRA Ab. | ITA 17  | CAT 11  | NED 18  | GER 12   | IND 10  | CZE 11 | GBR Ab. | RSM 15  | ARA 7   | JAP 11   | AUS 15  | MAL 12  | VAL 14  |         |          |     |     | 17e  | 45  |
| 2016 | Moto3  | Mahindra | QAT Ab.  | ARG 8   | AME Ab.  | SPA Ab.  | FRA 18  | ITA 14  | CAT Ab. | NED DNS | GER Ab.  | AUT 6   | CZE 2  | GBR 10  | RSM DNS | ARA 6   | JAP Ab.  | AUS 6   | MAL Ab. | VAL 10  |         |          |     |     | 16e  | 72  |
| 2017 | Moto3  | Honda    | QAT 3    | ARG 3   | AME 2    | SPA 9    | FRA Ab. | ITA 15  | CAT 3   | NED 4   | GER DNS  | CZE DNS | AUT 3  | GBR 3   | RSM Ab. | ARA 4   | JAP 15   | AUS 3   | MAL 2   | VAL 1   |         |          |     |     | 4e   | 196 |
| 2018 | Moto3  | Honda    | QAT 1    | ARG 11  | AME 1    | SPA Ab.  | FRA Ab. | ITA 1   | CAT Ab. | NED 1   | GER 1    | CZE DNS | AUT 3  | GBR C   | RSM 2   | ARA 1   | THA 4    | JAP Ab. | AUS 5   | MAL 1   | VAL 2   |          |     |     | 1er  | 260 |
| 2019 | Moto2  | KTM      | QAT 15   | ARG Ab. | AME 15   | SPA Ab.  | FRA 20  | ITA 16  | CAT 15  | NED Ab. | GER 9    | CZE 13  | AUT 7  | GBR 12  | RSM 12  | ARA 9   | THA 6    | JPN 3   | AUS 2   | MAL Ab. | VAL 5   |          |     |     | 11e  | 94  |
| 2020 | Moto2  | Kalex    | QAT 20   | SPA 3   | ANC 6    | CZE 8    | AUT 1   | STY 2   | RSM     | EMR     | CAT Ab.  | FRA Ab. | ARA 3  | TER 6   | EUR 2   | VAL 1   | POR 6    |         |         |         |         |          |     |     | 5e   | 160 |
| 2021 | MotoGP | Ducati   | QAT 15   | DOA 3   | POR DNS  | SPA INJ  | FRA INJ | ITA INJ | CAT 14  | GER 12  | NED Ab.  | STY 1   | AUT 3  | GBR Ab. | ARA 9   | RSM Ab. | AME 5    | EMR Ab. | ALR 7   | VAL 2   |         |          |     |     | 9e   | 111 |
| 2022 | MotoGP | Ducati   | QAT Ab.  | INA Ab. | ARG 2    | AME 8    | POR Ab. | SPA 22  | FRA Ab. | ITA 13  | CAT 2    | GER 6   | NED 7  | GBR 5   | AUT 10  | RSM 9   | ARA 6    | JPN 3   | THA 9   | AUS 7   | MAL Ab. | VAL 3    |     |     | 9e   | 152 |
| 2023 | MotoGP | Ducati   | POR Ab.2 | ARG 58  | AME Ab.3 | ESP 4    | FRA 21  | ITA 23  | ALL 1   | NED 56  | GBR 6    | AUT 73  | CAT 35 | RSM 1   | IND 21  | JPN 1   | INA Ab.1 | AUS 5   | THA 1   | MAL 42  | QAT 101 | VAL Ab.1 |     |     | 2e   | 428 |
| 2024 | MotoGP | Ducati   | QAT 31   | POR 13  | AME 43   | SPA Ret1 | FRA 1   | CAT 24  | ITA 3   | NED 2   | ALL Ret1 | GBR 2   | AUT 2  | ARA 2   | RSM 151 | EMI 2   | INA 1    | JPN 24  | AUS 21  | THA 2   | MAL 21  | SLD 3    |     |     | 1er  | 508 |
| 2025 | MotoGP | Aprilia  | THA WD   | ARG WD  | AME WD   | QAT Ab.  | ESP     | FRA     | GBR     | ARA     | ITA      | NED     | ALL    | TCH     | AUT     | HON     | CAT      | RSM     | JPN     | IND     | AUS     | MAL      | POR | VAL | NC   | 0   |

* Saison en cours

## Palmarès

### Victoires en Moto3: 8
| Année | Lieu du Grand Prix                           | Circuit                         | Ville                |
| ----- | -------------------------------------------- | ------------------------------- | -------------------- |
| 2017  | Grand Prix moto de la Communauté valencienne | Circuit de Valence              | Valence              |
| 2018  | Grand Prix moto du Qatar                     | Circuit international de Losail | Doha                 |
| 2018  | Grand Prix moto des Amériques                | Circuit des Amériques           | Comté de Travis      |
| 2018  | Grand Prix moto d'Italie                     | Circuit du Mugello              | Florence             |
| 2018  | Grand Prix moto des Pays-Bas                 | TT Circuit Assen                | Assen                |
| 2018  | Grand Prix moto d'Allemagne                  | Sachsenring                     | Hohenstein-Ernstthal |
| 2018  | Grand Prix moto d'Aragon                     | Circuit Motorland Aragon        | Alcañiz              |
| 2018  | Grand Prix moto de Malaisie                  | Circuit international de Sepang | Sepang               |

### Victoires en Moto2: 2
| Année | Lieu du Grand Prix                           | Circuit              | Ville     |
| ----- | -------------------------------------------- | -------------------- | --------- |
| 2020  | Grand Prix moto d'Autriche                   | Circuit de Spielberg | Spielberg |
| 2020  | Grand Prix moto de la Communauté valencienne | Circuit de Valence   | Valence   |

### Victoire en MotoGP: 8
| Année | Lieu du Grand Prix             | Circuit                          | Ville                |
| ----- | ------------------------------ | -------------------------------- | -------------------- |
| 2021  | Grand Prix moto de Styrie      | Circuit de Spielberg             | Spielberg            |
| 2023  | Grand Prix moto d'Allemagne    | Sachsenring                      | Hohenstein-Ernstthal |
| 2023  | Grand Prix moto de Saint-Marin | Circuit Marco Simoncelli         | Misano               |
| 2023  | Grand Prix moto du Japon       | Circuit de Motegi                | Motegi               |
| 2023  | Grand Prix moto de Thaïlande   | Circuit international de Buriram | Buriram              |
| 2024  | Grand Prix moto du Portugal    | Circuit de Portimão              | Portimão             |
| 2024  | Grand Prix moto de France      | Circuit Bugatti                  | Le Mans              |
| 2024  | Grand Prix moto d'Indonésie    | Circuit de Mandalika             | Lombok               |

## Polémiques
Invité du talk-show El hormiguero sur la chaîne de télévision espagnole Antena 3 le 4 décembre 2023, Jorge Martín provoque une polémique en tenant des propos injurieux et homophobes à l'encontre de Marc Márquez,. Plusieurs associations de défense des droits de la communauté LGTBQ+ espagnoles et journalistes spécialisés réagissent aux propos de Martín, dénonçant des propos « inacceptables » et regrettant une « banalisation des propos homophobes à une heure de grande écoute »,. Le pilote espagnol fait également l'objet de critiques pour ses propos sur les relations de couple tenus lors de cette même émission,.